# W&W

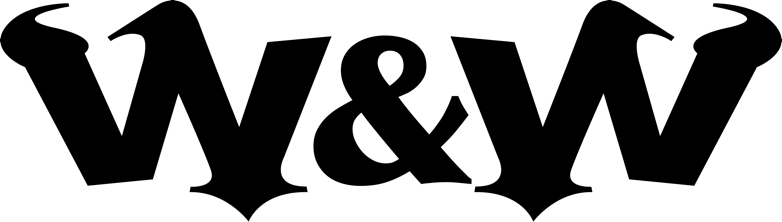
Logotyp zespołu

W&W – holenderski projekt muzyczny, który tworzy dwóch DJ-ów i producentów - Willem van Hanegem i Wardt van der Harst. Wspólną działalność rozpoczęli w 2007 roku. Ich twórczość przeważała w przeszłości głównie w trance, a obecnie jest to mieszanka electro house i progressive house zwana powszechnie bigroom house.

## Dyskografia

### Albumy
- Impact (2011)

### Kompilacje
- Trance World Vol. 10 – Mixed by W&W
- Mainstage Vol. 1 –  Mixed by W&W

### Single
- 2007: Mustang / Eruption
- 2008: Countach / Intercity
- 2008: Dome
- 2008: Arena / Chronicles
- 2008: Plasma
- 2009: The Plan
- 2009: Mainstage
- 2009: System Overload
- 2009: Synergy (oraz Ummet Ozcan)
- 2010: D.N.A.
- 2010: Alligator F*ckhouse (oraz Jonas Stenberg)
- 2010: Manhattan
- 2010: Alpha
- 2010: Saturn (oraz Leon Bolier)
- 2011: Impact
- 2011: AK47
- 2011: 3 O'Clock (oraz Ana Criado)
- 2011: Beta
- 2011: Code Red
- 2011: Cookie Jar
- 2011: Nowhere to Go (oraz Bree)
- 2012: Invasion
- 2012: Shotgun
- 2012: Summer (oraz Jochen Miller)
- 2012: Moscow
- 2012: Trigger (oraz Marcel Woods)
- 2012: White Label
- 2012: Lift Off!
- 2013: The Code (oraz Ummet Ozcan)
- 2013: D# Fat (oraz Armin van Buuren)
- 2013: Thunder
- 2013: Colloseum
- 2013: Jumper (oraz Hardwell)
- 2014: Bigfoot
- 2014: Ghost Town
- 2014: Rocket (oraz Blasterjaxx)
- 2014: Waves (oraz Dimitri Vegas & Like Mike)
- 2014: The Dance Floor is Yours (oraz Hardwell)
- 2014: Shocker (oraz Headhunterz)
- 2014: We Control the Sound (oraz Headhunterz)
- 2014: Don't Stop the Madness (oraz Hardwell i Fatman Scoop)
- 2015: Rave After Rave
- 2015: Bowser (oraz Blasterjaxx)
- 2015: The One
- 2015: Spack Jarrow (oraz MOTi)
- 2015: If It Ain't Dutch (oraz Armin van Buuren)
- 2016: Arcade (versus Dimitri Vegas & Like Mike)
- 2016: How Many
- 2016: Live the Night (oraz Hardwell; gościnnie: Lil Jon)
- 2016: Caribbean Rave
- 2017: Whatcha Need
- 2017: Put EM Up
- 2017: Chakra (oraz Vini Vici)
- 2018: God Is A Girl (gościnnie: Groove Coverage)
- 2018: Supa Upa Fly 2018
- 2018: Long Way Down (oraz Darren Styles, gościnnie Giin)
- 2018: Rave Culture
- 2018: Ready To Rave (oraz Armin van Buuren)
- 2019: Repeat After Me (oraz Dimitri Vegas & Like Mike i Armin Van Buuren)
- 2019: The Light (gościnnie: Kizuna Ai)
- 2019: Ups & Downs (oraz Nicky Romero
- 2019: Matrix (oraz Maurice West)
- 2019: Khaleesi (oraz 3 Are Legend)
- 2019: Tricky Tricky (oraz Timmy Trumpet i Will Sparks)
- 2020: Do It For You (oraz Lucas & Steve)
- 2020: Wizard Of The Beats (oraz Sandro Silva i Zafrir)
- 2020: Clap Your Hands (oraz Dimitri Vegas & Like Mike i Fedde Le Grand)
- 2020: Comin’ To Getcha
- 2020: Rave Love (oraz AXMO, gościnnie: Sonja)
- 2020: Gold
- 2023: „Thank You (Not So Bad)” (oraz Dimitri Vegas & Like Mike, Tiësto, Dido) – 2x platynowa płyta w Polsce[1]

### Remiksy
- 2008: M6 – Fade 2 Black (W&W Remix)
- 2008: Sied van Riel – Riel People Know (W&W Remix)
- 2009: Leon Bolier & Galen Behr – Acapulco (W&W Remix)
- 2009: Armin van Buuren feat. Cathy Burton – Rain (W&W Remix)
- 2009: Ørjan Nilsen – Arctic Globe (W&W Remix)
- 2009: Little Boots – Remedy (W&W Remix)
- 2010: Scott Mac – Damager 02 (W&W Remix)
- 2010: Aly & Fila feat. Denise Rivera – My Mind is With You (W&W Remix)
- 2010: Svenson & Gielen – Beauty of Silence (W&W vs. Jonas Stenberg Remix)
- 2010: Tiesto feat. Three 6 Mafia – Feel It (W&W Remix)
- 2011: Sean Tyas – Banshee (W&W Remix)
- 2011: Allure featuring Christian Burns – On the Wire (W&W Remix)
- 2011: Marcel Woods – Champagne Dreams (W&W Remix)
- 2011: Armin van Buuren Feat. BT – These Silent Hearts (W&W Remix)
- 2012: Cosmic Gate & J'Something – Over the Rainbow (W&W Remix)
- 2012: Dash Berlin feat. Emma Hewitt – Waiting (W&W Remix)
- 2013: Armin van Buuren feat. Trevor Guthrie – This Is What It Feels Like (W&W Remix)
- 2013: Zedd feat. Foxes – Clarity (W&W Bootleg)
- 2013: Krewella – Live for the Night (W&W Remix)
- 2013: Armin van Buuren feat. Richard Bedford – Love Never Came (W&W vs. Armin van Buuren Remix)
- 2014: Gareth Emery feat. Bo Bruce – U (W&W Remix)
- 2014: Duke Dumont & Jax Jones – I Got U (W&W Remix)
- 2014: Dimitri Vegas & Like Mike, Diplo & Fatboy Slim feat. Bonde Do Role & Pin – Eparrei (W&W Remix)
- 2014: Mark Sixma – Shadow (W&W Edit)
- 2015: Timmy Trumpet & Savage - Freaks (W&W Edit)
- 2015: Zombie Nation – Kernkraft 400 (W&W Remix)
- 2015: Dillon Francis & DJ Snake - Get Low (W&W Remix)
- 2015: Axwell /\ Ingrosso - Sun Is Shining (W&W Remix)
- 2015: Hardwell feat. Mr. Probz – Birds Fly (W&W Remix)
- 2016: The Chainsmokers feat. Daya - Don't Let Me Down (W&W Remix)
- 2016: Mike Posner – I Took a Pill Ibiza (W&W Remix)
- 2017: Pikotaro – PPAP (W&W Remix)
- 2018: Steve Aoki & BTS – Waste It on Me (W&W Remix)
- 2020: The Weeknd - Blinding Lights (W&W Festival Mix)
- 2020: Alan Walker - Faded (W&W Festival Mix)

#### Jako NWYR
- 2017: Ed Sherran – Castle on the Hill (NWYR Remix)
- 2017: Gareth Emery & Standerwick – Saving Light (NWYR Remix)